# Syndipnus arcticus
Syndipnus arcticus är en stekelart som först beskrevs av Holmgren 1880.  Syndipnus arcticus ingår i släktet Syndipnus och familjen brokparasitsteklar. Arten är reproducerande i Sverige. Inga underarter finns listade i Catalogue of Life.